# Chorlton-on-Medlock
Koordinaten: 53° 28′ N, 2° 14′ W

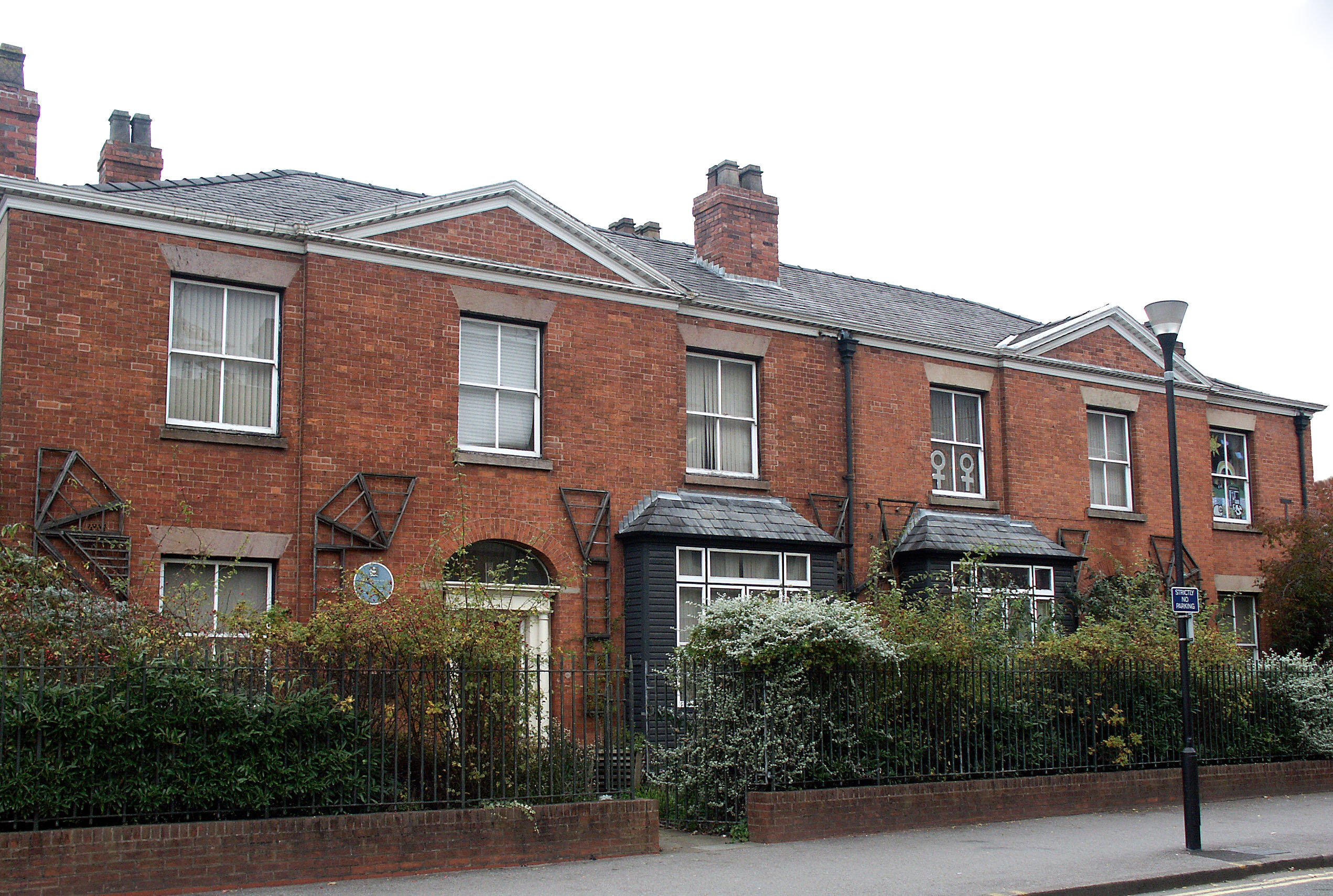
Wohnhaus von Emmeline Pankhurst

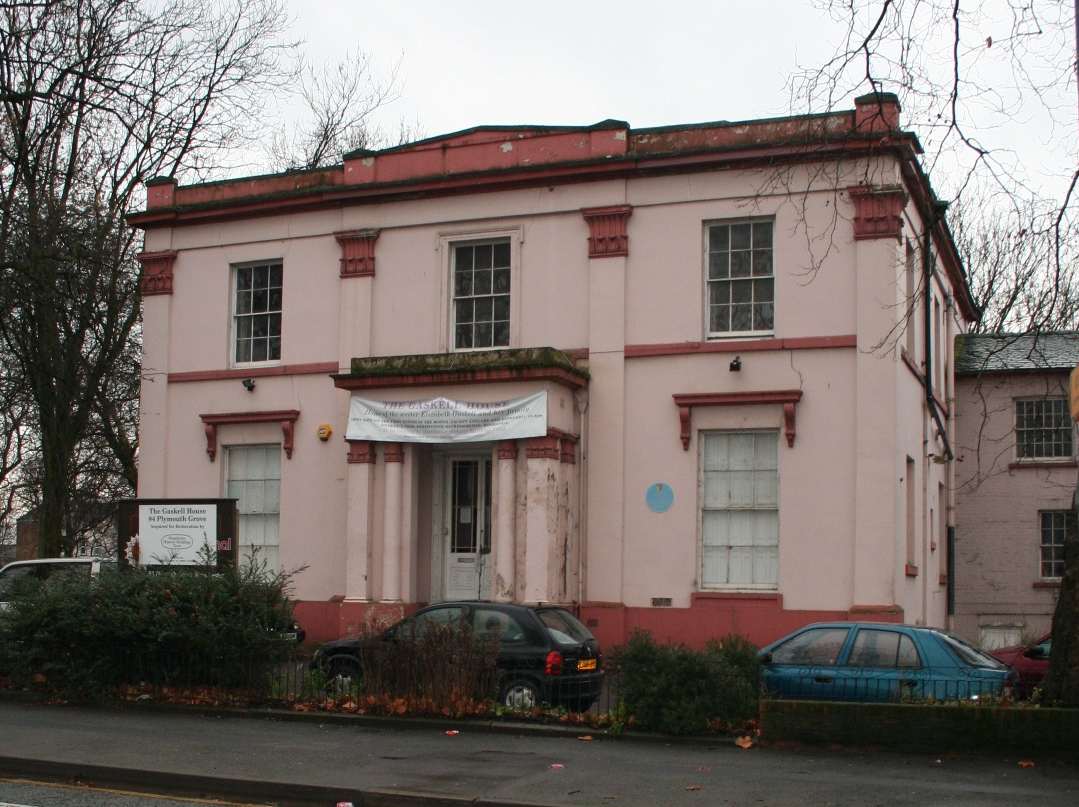
Wohnhaus von Elizabeth Gaskell

Chorlton-on-Medlock ist heute ein Stadtteil von Manchester in England. Der Stadtteil darf nicht mit Chorlton-cum-Hardy, einem anderen Stadtteil von Manchester, verwechselt werden.

## Geschichte
Im Mittelalter war Chorlton-on-Medlock als Chorlton Row und Ort in der damaligen Kirchengemeinde von Manchester bekannt. Ab dem Ende des 18. Jh. wurde der Ort zu einer Vorstadt von Manchester ausgebaut, und im äußersten Norden des Gebietes siedelten sich eine Reihe von Baumwollspinnereien an.
1838 wurde Chorlton-on-Medlock ein Stadtteil von Manchester, auch wenn gerade der Süden des Gebietes noch stark von der Landwirtschaft geprägt war. 1873 wurde das Owens College eröffnet, das heute ein Teil der Universität Manchester ist und damit den Grundstein für den Universitätscampus legte, der heute das Gebiet prägt. 
Historisch bildet der River Medlock die Grenze zwischen dem eigentlichen Stadtzentrum von Manchester und Chorlton-on-Medlock, doch wird der Bereich heute gerne zum Stadtzentrum von Manchester gerechnet.

## Bekannte Personen
- Der Philosoph Friedrich Engels lebte in einem Haus, an das heute eine Plakette am Aberdeen House der Whitworth Park Studentenwohnheime erinnert.
- Die Schriftstellerin Elizabeth Gaskell lebte die letzten 15 Jahre ihres Lebens in 84 Plymouth Grove.
- Die Frauenrechtlerin Emmeline Pankhurst lebte nach dem Tod ihres Mannes in der Nelson Street.